# 張錫南
張 錫南（Jang Seok Nam、チャン・ソンナム、1965年8月3日 - ）は韓国の詩人。仁川広域市出身。

## 略歴
1965年8月3日、仁川広域市に生まれる。初詩集『새떼들에게로의 망명(鳥の群れへの亡命)』で張は、自分の人生が音楽と同じものになることを毎日祈っていると述べた。文学というのは、文盲者には近づき難い難解な符号に過ぎないが、音楽ならば、どんなところにも届くからだという。また、詩人であれば言葉の絶対性と超越性を強調することが多いが、張は詩とその媒体である言語を神秘化せず、絶対的な何かに向かうための一つの手段であり、媒体だと見ている。このような張の世界観は、彼の詩を非常に音楽的なものにしている。詩自体が純粋音楽を目指しており、世界という沈黙の楽器を言語で奏でることで全ての物事を踊るようにすること、これが張の目指す美学的理想世界である。

## 年譜
- 1965年8月3日、仁川広域市に生まれる。[1]
- 1992年、第11回金洙暎文学賞受賞。
- 1999年、第44回現代文学賞詩部門受賞。
- 2010年、第10回未堂文学賞受賞。

## 代表作品
- 1991年、새떼들에게로의 망명(鳥の群れへの亡命) [1]
- 1995年、지금은 간신히 아무도 그립지 않을 무렵(今はようやく誰も懐かしくない頃)
- 1998年、젖은 눈(濡れた目)
- 2000年、물의 정거장(水の停車場)
- 2001年、왼쪽 가슴 아래께에 온 통증(左胸の下のほうの疼痛)
- 2006年、미소는 어디로 가시려는가(笑みはどこに行くのか)
- 2008年、물 긷는 소리(水をくむ音)
- 2010年、뺨에 서쪽을 빛내다(頬に西側を光らせる)
- 2012年、고요는 도망가지 말아라(静寂は逃げるな)